# Société mathématique chinoise
Pour les articles homonymes, voir CMS.
La société mathématique chinoise (en anglais : Chinese Mathematical Society, CMS, en chinois simplifié : 中国数学会) est une organisation académique pour les mathématiciens chinois. Elle est membre de l'Association chinoise de Science et de Technologie. 

## Histoire
La Société mathématique chinoise (CMS) a été fondée en juillet 1935, à Shanghai. La conférence inaugurale a eu lieu à la bibliothèque de l'Université Jiao-tong de Shanghai, le 25 juillet 1935, et 33 personnes ont assisté à la réunion. Parmi ses membres fondateurs on compte Hu Dunfu, Feng Zuxun, Zhou Meiquan, Jiang Lifu (en), Xiong Qinglai, Chen Jiangong, Su Buqing, Jiang Zehan, Qian Baozong et Fu Zhongsun. Hu Dunfu a été le premier président. La société a publié la revue Journal of Chinese Mathematical Society, et un magazine de promotion  des mathématiques, Mathematics Magazine. En 1952 et 1953, ces deux journaux ont été renommés Acta Mathematica Sinica (en), et Mathematics Letters. 
La Société mathématique chinoise est à l'origine située au siège de la China Science Society (en), au 533 Albert Road (aujourd'hui South Shaanxi Road) à Shanghai. Après la création de la République populaire de Chine en 1949, elle est transférée à l'Institut de Mathématiques de l'Académie chinoise des sciences à Pékin. Actuellement, la CMS est affiliée à l'Institute of Mathematics and System Science de l'Académie chinoise des sciences.
Durant l'ère de la République populaire, la Société mathématique chinoise organise ses quatre premières conférences nationales en août 1951, février 1960, novembre 1978 et en octobre 1983, respectivement dans les villes de Pékin, Shanghai, Chengdu et Wuhan. Hua Luogeng est le président des trois premières conférences. Dans la quatrième conférence, Hua Luogeng, Su Buqing, Jiang Zehan, Wu Daren et Ke Zhao ont été élus présidents d'honneur. Les présidents des quatre conférences suivantes sont Wu Wenjun, Wang Yuan, Yang Le (en), Zhang Gongqing et Ma Zhiming.
La conférence du 50ème anniversaire de la CMS s'est tenue à Shanghai en décembre 1985. Zhou Peiyuan (en) et Zhou Guangzhao (en) ont prononcé des discours. De renommée mondiale, les mathématiciens Shiing-Shen Chern et Henri Cartan ont également été invités. En mai 1995, la septième conférence nationale de la CMS, qui également celle du 60ème anniversaire, s'est tenue à Pékin. Zhu Guangya (en) et Lu Yongxiang l'ont présidée, et Shiing-Shen Chern et Shing-Tung Yau ont été invités à donner à des conférences sur leurs recherches.
La Société compte plus de 50 000 membres.